# Национальное собрание (Сенегал)
Национальное собрание, или Национальная ассамблея, (фр. Assemblée nationale) Сенегала — однокамерный парламент Сенегала. Собрание было двухкамерным парламентом с 1999 по 2001 и с 2007 по 2012 годы, когда существовал Сенат в качестве верхней палаты с непрямыми выборами сенаторов. В сентябре 2012 года Сенат прекратил существование.

## История
Национальное собрание Сенегала появилось 20 августа 1960 года. Оно занимало здание на площади Совето (Дакар), в котором с 22 ноября 1956 года по 1959 год располагался Высший Совет Французской Западной Африки, а с 4 апреля 1959 по 20 августа 1960 годов — Законодательное собрание Федерации Мали.
Количество депутатов Собрания варьировало. С момента объявления независимости Сенегала в нём было 80 членов, в 1978 году количество мест увеличилось до 100, с 1983 года их стало 120, а с 1998 года — 140. В 2001 году количество депутатов сократилось вновь до 120, а 2007 году увеличилось до 150. В 2017 году их стало 165 за счёт дополнительных 15 мест, предназначенных для граждан, проживающих за границей, в соответствии с результатами Конституционного референдума 2016 года.

## Избирательная система
Депутаты избираются двумя способами. По системе относительного большинства избираются 90 депутатов в 35 одно- и многомандатных округах, соответствующих департаментам Сенегала, и дополнительно — 15 депутатов, представляющих избирателей, проживающих за границей. Остальные 60 мест распределяются на национальном уровне по пропорциональному представительству.